# Czesław Lechicki

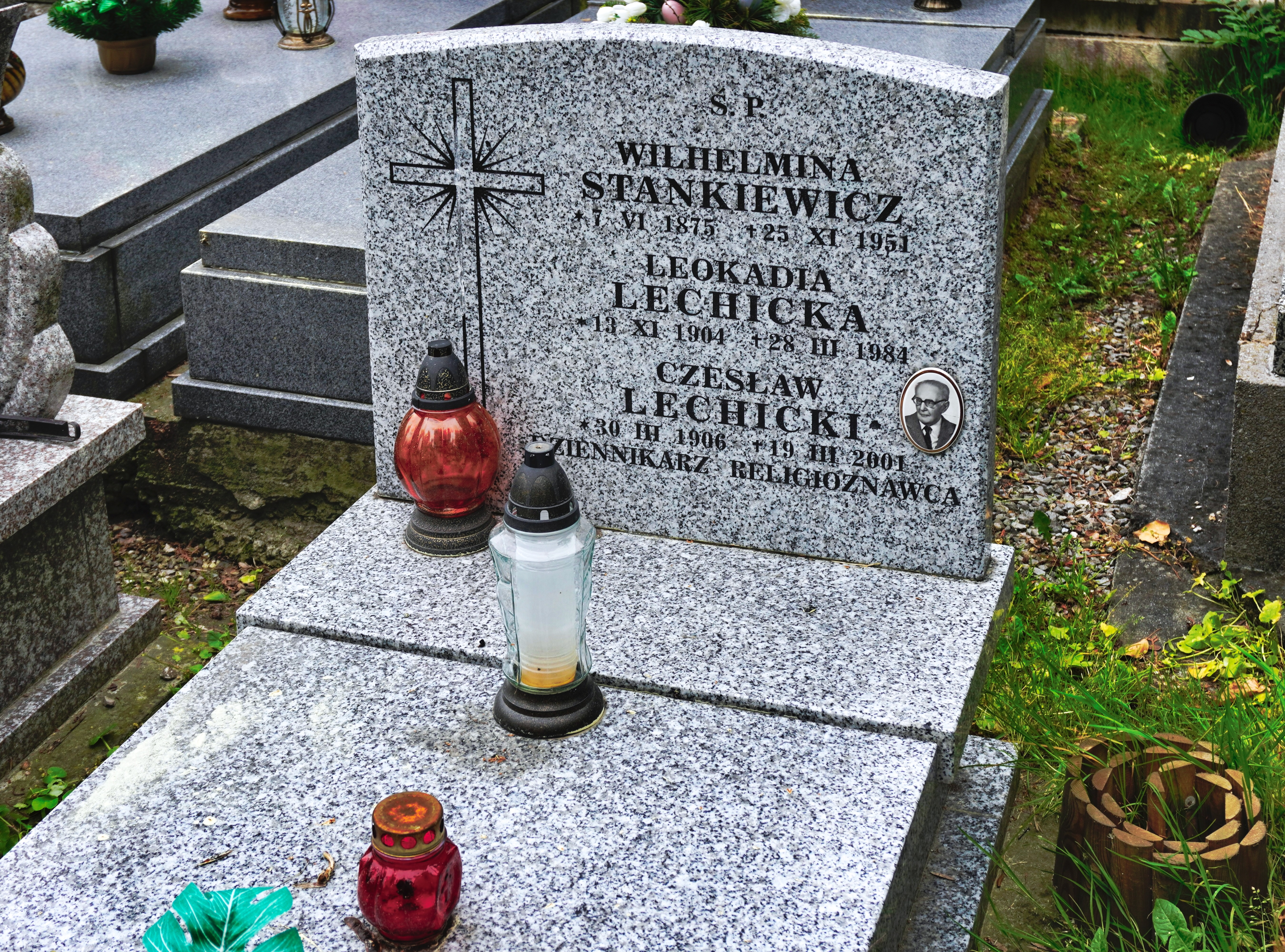
Grób Czesława Lechickiego na cmentarzu Rakowickim w Krakowie

Czesław Lechicki (ur. 30 marca 1906 we Lwowie, zm. 19 marca 2001) – religioznawca, prasoznawca.

## Życiorys

### Rodzina i wykształcenie
Był synem Franciszka Wacława (1872–1938; radca skarbowy) i Jadwigi z Kleiberów (1880–1919; nauczycielka muzyki ze śląskiego ziemiaństwa). Po śmierci matki wychowywali go ojciec i babka. Nie miał rodzeństwa. Po mieczu z pochodzenia był polskim Ormianinem.
Początkowo nauki pobierał w domu. Następnie kształcił się w Zakopanem i we Lwowie. W latach 1924–1929 studiował na Wydziale Filozoficznym Uniwersytetu Jana Kazimierza. Promotorem jego pracy Mecenat Zygmunta III i życie umysłowe na jego dworze był Stanisław Łempicki. Problemy z zatrudnieniem na uczelni spowodowały, że zarzucił myśl o karierze uniwersyteckiej.

### Działalność publicystyczna
Lechicki pierwsze teksty opublikował już w 1924. Był niezwykle płodnym publicystą: do II wojny napisał dziesięć książek i kilkaset artykułów. Atakowany praktycznie przez wszystkich, a zwłaszcza przez środowiska katolickie z którymi współpracował, za książkę Przewodnik po beletrystyce (za autorem ujął się jedynie o. Marian Pirożyński) – zerwał z katolicyzmem i od połowy lat 30. XX w. stał się jednym z czołowych publicystów protestanckich.

### II wojna światowa
W 1940 we Lwowie zastępował wywiezionego przez bolszewików proboszcza ewangelickiego. Był także nauczycielem religii ewangelickiej (m.in. przygotowywał do chrztu 70 Żydów). W latach 1942–1944 był pomocnikiem pastora metodystycznego, a jednocześnie uczęszczał na spotkania baptystów i adwentystów. W czerwcu 1946 ostatnim transportem repatriacyjnym przybył do Krakowa.

### Lata powojenne
Przełom lat 40. i 50. XX w. to szeroka aktywność zawodowa i publicystyczna Lechickiego. Pracował w „Czytelniku”, następnie w „Książce i Wiedzy”, publikował w prasie protestanckiej. Od 1953 współpracował z Zakładem Historii Czasopiśmiennictwa PAN. Od tego momentu jego aktywność skupiała się wokół prasoznawstwa. Publikował też biogramy w Polskim Słowniku Biograficznym.
Po pogrzebie w obrządku ewangelickim został pochowany 2 kwietnia 2001 na cmentarzu Rakowickim w Krakowie.

### Współpraca z bezpieką
Do pozyskania doszło w 1953 przez podporucznika Adama Błażejczyka. Kontakty były utrzymywane do lat 80. (wykreślenie z ewidencji nastąpiło w 1988). Motywem nawiązania współpracy była nieustabilizowana sytuacja zawodowa i materialna Lechickiego. Przygotowywał on stojące na wysokim poziomie i merytoryczne analizy dotyczące Kościoła katolickiego, o charakterze personalnym (sylwetki arcybiskupów Wojtyły i Wyszyńskiego oraz osób związanych z „Tygodnikiem Powszechnym”).

## Publikacje

### Książki
- Kościół ormiański w Polsce, Lwów 1928
- Jezuici i Skarga na dworze Zygmunta III, Lwów 1929
- Mecenat Zygmunta III i życie umysłowe na jego dworze, Warszawa 1932
- W walce z demoralizacją, Miejsce Piastowe 1932
- Z dziejów satyry polskiej XVI wieku, Lwów 1933
- Prawda o Boyu-Żeleńskim, Warszawa 1933
- Dokoła mecenatu Zygmunta III, Lwów 1935
- M. Porcius Cato Starszy, Lwów 1935
- Przewodnik po beletrystyce, Poznań 1935
- Nauka religii chrześcijańskiej Kalwina i jej znaczenie, Warszawa 1937
- Krakowski "Kraj" (1869-1874), Wrocław 1975

### Artykuły i artykuły recenzyjne
- „Prasa warszawska. 1661–1914”, Witold Giełżyński, Warszawa 1962, Państwowe Wydawnictwo Naukowe, s. 526 (recenzja), „Pamiętnik Literacki: czasopismo kwartalne poświęcone historii i krytyce literatury polskiej”, 55, 1964, 2, s. 567–578.
- „W krainie groteski : problemy satyry galicyjskiej drugiej połowy XIX w.”, Stanisław Frybes, Wrocław 1979 (recenzja), „Kwartalnik Historii Prasy Polskiej”, 19, 1980, 3, s. 142–145.
- Sprawa dziennika katolickiego w Warszawie, „Kwartalnik Historii Prasy Polskiej”, 20, 1981, 2, s. 5–23.
- Polskie czasopiśmiennictwo katolickie w latach 1833–1914, „Kwartalnik Historii Prasy Polskiej”, 22, 1983, 1, s. 19–42.
- Polska prasa katolicka 1945–1948, „Kwartalnik Historii Prasy Polskiej”, 22, 1983, 2, s. 65–87.
- Prasa katolicka Drugiej Rzeczypospolitej, „Kwartalnik Historii Prasy Polskiej”, 23, 1984, 2, s. 45–69.